# Petro Trad

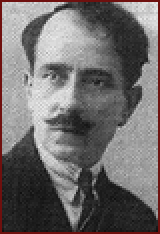
Petro Trad

Petro Trad (arabisch بيترو طراد, * 1886 in Beirut; † 1947) war ein libanesischer Politiker griechisch-orthodoxen Glaubens. Er war von Juli bis September 1943 Präsident des Libanon.
Trad hatte im Jahr 1900 in Paris an der französischen Universität Paris sein Jura-Studium abgeschlossen und war seit 1922 Mitglied des libanesischen Parlaments. Sein Amtsvorgänger als Präsident des Libanon, Ayub Thabit, geriet während seiner kurzen Amtszeit in den Machtkampf zwischen den moslemischen und christlichen Parteien und wurde von der Militärregierung des Freien Frankreich unter Jean Helleu abgesetzt. Als moderater christlicher Politiker wurde Trad vom 22. Juli bis 21. September 1943 bis zur Abhaltung von Wahlen als Präsident eingesetzt. Vom 1. August bis 25. September 1943 war er auch Premierminister des Libanon.
Er war zudem vom 10. November 1934 bis 21. Oktober 1935 sowie vom 29. Oktober 1937 bis 21. September 1939 Parlamentspräsident.